# Jakub Szántó
Jakub Szántó (* 11. března 1977 Praha) je český novinář a televizní reportér, od roku 2013 do roku 2018 zahraniční zpravodaj České televize na Blízkém východě.

## Život
Jeho předkové jsou maďarští Židé. V letech 1992 až 1996 absolvoval Gymnázium Jana Keplera v Praze. Následně v letech 1996 až 2005 vystudoval teritoriální studia na Institutu mezinárodních studií Fakulty sociálních věd Univerzity Karlovy v Praze, studoval také na Central European University v maďarské Budapešti (2000 až 2001). V roce 2005 získal titul PhDr. v oboru moderní dějiny na FSV UK.
V letech 1999 až 2006 pracoval v zahraničním zpravodajství televize Nova, nakonec jako její vedoucí a také editor Televizních novin.
V České televizi pracuje od roku 2006, mimo jiné zastával pozici zástupce vedoucího zahraniční redakce a editora pořadu Události. Od července 2013 do roku 2018 byl stálým zahraničním zpravodajem ČT pro Blízký východ a žil se svou rodinou v Tel Avivu. Po svém návratu působí dál jako zástupce Michala Kubala ve vedení zahraniční redakce ČT.
Dlouhodobě se zaměřuje na region Blízkého východu a Afriky, kde pokrýval velkou část mezinárodních krizí od roku 1999: od druhé palestinské intifády, přes konflikty mezi Hamásem a Izraelem, americkou okupaci Iráku, arabské jaro po občanskou válku v Sýrii a konflikty v Iráku během americké okupace i po jejím ukončení v roce 2010. V minulosti také zpravodajsky pokrýval čečenskou válku, gruzínsko-ruskou válku v roce 2008, pirátství v Somálsku, revoluce na Ukrajině v letech 2004 a 2014 a dále také pokus o vojenský převrat v Turecku 2016 nebo občanskou válku v Jemenu.
Mezi lety 2003 a 2016 pravidelně přispíval do týdeníku Reflex, publikoval také v dalších tištěných médiích jako Lidové noviny a Mladá fronta DNES.
Jako reportér České televize natáčel na Ukrajině a v jejím pohraničí s Ruskem a Běloruskem v období čekání na ruský vpád v únoru 2022. Po něm se vrátil a natáčel sérii reportáží zaměřených na humanitární katastrofu způsobenou ruskou agresí na hlavní uprchlické trase mezi Lvovem městem Vinnicja, jež bylo cílem ruského raketového útoku. V červnu 2022 byl opět na Ukrajině, tentokrát na jižní frontě, kde zpravodajsky pokrýval zahájení ukrajinské protiofenzivy proti ruským vojskům v oblasti mezi Mykolajivem a okupovaným Chersonem.
Od vypuknutí války v Pásmu Gazy v říjnu 2023 se opět vrátil k problematice konfliktů na Blízkém východu. K válce se často vyjadřoval, byl přizván ke sborníku textů 7. říjen: Fauda – Izraelská apokalypsa (vydáno v roce 2024) a napsal knihu Mezi mlýnskými kameny: Gaza a její příběh (vydáno 2025). Některými médii, například Deníkem Alarm, byl ovšem kritizován za nekritické opakování narativu izraelské vlády. Szantó se v květnu 2025 účastnil senátního veřejného slyšení na téma „Přesun velvyslanectví ČR do Jeruzaléma“, což je diplomaticky kontroverzní akt, který předtím učinily například Spojené státy americké za prezidentství Donalda Trumpa (a pět jiných zemí; ostatní státy mají ambasádu v Tel Avivu). I za toto byl kritizován. Szantó byl dále pozván na izraelský festival Izrael na Vltavě, kde představil svou knihu o Gaze. Jeho vystoupení bylo krátce přerušeno propalestinskými demonstranty. Obvinil některá západní zahraniční média, že jsou předpojatá vůči Izraeli. Současně otevřeně kritizoval propalestinské demonstranty po celém světě a relativizoval jejich motivace, když uvedl, že jsou „slepí“ a že místo „zájmu o prosté Palestince je pohání antisemitismus“. Kritiky páchání násilí ze strany izraelské armády označoval na Twitteru za „antisemity“. Vedle běžných uživatelů sítě napadal také akademiky z Iniciativy za kritickou akademii, kteří v roce 2024 vydali prohlášení o deficitech české debaty ohledně izraelsko-palestinského konfliktu. Szantó uvedl, že prohlášení jde proti existenci Izraele a že se na českých vysokých školách šíří antisemitismus.
Jakub Szántó je ženatý. S manželkou Lenkou Szántó, novinářkou a scenáristkou, mají dva syny.

## Ocenění
V roce 2014 obdržel spolu s Michalem Kubalem a Josefem Pazderkou Novinářskou cenu za „komplexní a analytické“ zmapování krize na Ukrajině.
Za rok 2017 mu byla udělena Cena Ferdinanda Peroutky.
V roce 2019 dostal v literární soutěži Magnesia Litera cenu čtenářů Kosmas za svou knihu válečných zápisků Za oponou války.
Audio verze knihy Za oponou války načtená Davidem Matáskem vyhrála v roce 2020 první cenu v anketě Audiokniha roku za mluvené slovo mimo kategorie.

## Knihy
- Za oponou války (2018)[8]
- Česko - pohled z izraelského Mukačeva. Kapitola ve sborníku Česko na křižovatce (2019)[24]
- Z Izrastiny s láskou: Reportérem mezi dvěma zeměmi (2020)[25]
- Chleba z minového pole - Reportáže z Ukrajiny (2022, kolektiv autorů)[26]
- Ukrajina: Válka kolem nás (2022, kolektiv autorů)
- Putinova válka (2023, kolektiv autorů)
- Zápasící Ukrajina: Zpráva o stavu země a lidí (2024, kolektiv autorů)
- 7. říjen: Fauda – Izraelská apokalypsa (2024, kolektiv autorů)
- Mezi mlýnskými kameny: Gaza a její příběh (2025)